# Sapka
Sapka – rodzaj bardzo ciężkiego oddechu u noworodka oraz niemowlęcia. Utrudnienie oddychania jest tutaj spowodowane obrzękiem błony śluzowej nosa. Sapka może doprowadzić do wielu ciężkich chorób bądź być objawem chorób wrodzonych (np. kiły).
Sapka to problem wynikający z niedrożności nosa, który jest naturalnym filtrem zatrzymującym zanieczyszczenia, bakterie i wirusy znajdujące się w powietrzu. Niedrożność nosa stanowi przeszkodę przy karmieniu dziecka oraz utrudnia jego sen. Jest to szczególnie uciążliwe dla noworodka, gdyż w tym okresie dziecko oddycha prawie wyłącznie przez nos. Powodem niedrożności prowadzącej do obrzęku błony śluzowej, a więc i sapki, może być infekcja, alergia pokarmowa – najczęściej na białka mleka (u najmłodszych dzieci) jak i nieprawidłowa pielęgnacja nosa. To ostatnie oznacza zbyt wysoką temperaturą w pomieszczeniach, gdzie przebywa dziecko, niską wilgotnością powietrza i brak spacerów. O podniesienie wilgotności można zadbać, rozkładając w pomieszczeniu mokre ręczniki. Śluz, łzy i resztki ulanego pokarmu zalegają w nosie, utrudniając dziecku oddychanie.

Przeczytaj ostrzeżenie dotyczące informacji medycznych i pokrewnych zamieszczonych w Wikipedii.